# Conradtina suspensa
Conradtina suspensa är en tvåvingeart som beskrevs av Mario Bezzi 1918. Conradtina suspensa ingår i släktet Conradtina och familjen borrflugor. Inga underarter finns listade i Catalogue of Life.